# Paradorato
Paradorato is een bestuurslaag in het regentschap Bima van de provincie West-Nusa Tenggara, Indonesië. Paradorato telt 3028 inwoners (volkstelling 2010).